# Regnarfeltet
Regnarfeltet var et producerende oliefelt, der ligger i den danske del af Nordsøen, det er fundet i år 1979 og sat i drift i 1993.
Der var 1 produktionsbrønd.
Reservoiret ligger på en dybde af 1700 m i kalksten af Sen Kridt-alder.
Indtil nu er der produceret 0,930 mio. m3 olie og 0,063 mia. Nm3 gas samt 4,064 mio. m3 vand. Der er ikke injiceret vand eller gas.
Operatør: TotalEnergies.
Akkumulerede investeringer 0,28 mia. kr.